# Герберт Бінкерт
Герберт Бінкерт (нім. Herbert Binkert, 3 вересня 1923, Карлсруе — 4 січня 2020) — німецький футболіст, що грав на позиції нападника. По завершенні ігрової кар'єри — тренер.
Виступав за національну збірну Саару, найкращий бомбардир в історії цієї команди.

## Клубна кар'єра
У дорослому футболі дебютував під час Другої світової війни, грав за саарбрюкенські команди «Саарбрюкен» і «КШГ Саарбрюкен».
У повоєнні роки виступав за «Фенікс» (Карлсруе) і «Штутгарт», а 1948 року повернувся до «Саарбрюкена», кольори якого і захищав до завершення кар'єри у 1960 році.

## Виступи за збірну
1950 року дебютував в офіційних матчах у складі новоствореної збірної Саару. Із 19 матчів, які за свою історію провела ця збірна, взяв участь у 12. Розділяє з Гербертом Мартіном титул найкращого бомбардира в історії збірної Саару, кожен із цих нападників забив по 6 голів.

## Кар'єра тренера
Розпочав тренерську кар'єру відразу ж по завершенні кар'єри гравця, 1960 року, очоливши тренерський штаб «Рехлінга» (Фельклінген)).
Згодом працював з командами «Гомбурга», «Телая», «Саарбрюкена». Останнім місцем тренерської роботи була «Боруссія» (Нойнкірхен), головним тренером якої Герберт Бінкерт був з 1977 по 1979 рік.
Помер 4 січня 2020 року на 97-му році життя.